# Acrocercops zamenopa
Acrocercops zamenopa là một loài bướm đêm thuộc họ Gracillariidae. Nó được tìm thấy ở Indonesia (Java).
Ấu trùng ăn Coffea arabica. Chúng có thể ăn lá nơi chúng làm tổ.